# Yoo Young-jin
Yoo Young-jin (Hangul: 유영진; Hanja: 劉英振) é um cantor-compositor e produtor musical para diversos artistas da SM Entertainment. Ele compôs e escreveu canções para H.O.T., S.E.S., BoA, Shinhwa, TVXQ, The Grace, Super Junior, Girls' Generation, Shinee, f(x), EXO e Red Velvet.

## Biografia
Yoo Young-jin nasceu em Gochang, Coreia do Sul, em 10 de abril de 1971. Ele tem dois irmãos mais jovens e duas irmãs mais novas. É formado pela Jeonju High School. Iniciou sua carreira musical em 1993.

## Discografia
- Agosto de 1993: Blues In Rhythm Album
- Setembro de 1995: Blue Rhythm
- Março de 2001: ...지애(之愛) (Agape)

### Escritor-produtor
- Setembro de 2009: "Super Girl" - Super Girl por Super Junior-M
- Dezembro de 2010: "Beautiful Girls" (faixa bônus) - Into the New World por Girls' Generation

### Composições
| Data de lançamento | Título da música                                          | Artista                                     | Álbum                                                |      |      |      |      |
| 1996               | 1996                                                      | 1996                                        | 1996                                                 | 1996 | 1996 | 1996 | 1996 |
| ------------------ | --------------------------------------------------------- | ------------------------------------------- | ---------------------------------------------------- | ---- | ---- | ---- | ---- |
| 07/09              | "전사의 후예(폭력시대) (Warrior's Descendant)"            | H.O.T.                                      | We Hate All Kinds of Violence                        |      |      |      |      |
| 07/09              | "너는 Fast 나는 Slow (You're Fast I'm Slow)"              | H.O.T.                                      | We Hate All Kinds of Violence                        |      |      |      |      |
| 07/09              | "내가 필요할 때 (소년, 소녀 가장에게) (When You Need Me)" | H.O.T.                                      | We Hate All Kinds of Violence                        |      |      |      |      |
| 1997               |                                                           |                                             |                                                      |      |      |      |      |
| 11/07              | "Go! H.O.T!"                                              | H.O.T.                                      | Wolf and Sheep                                       |      |      |      |      |
| 11/07              | "늑대와 양 (Wolf and Sheep)"                              | H.O.T.                                      | Wolf and Sheep                                       |      |      |      |      |
| 11/07              | "자유롭게 날 수 있도록 (Free to Fly)"                     | H.O.T.                                      | Wolf and Sheep                                       |      |      |      |      |
| 11/07              | "We Are the Future"                                       | H.O.T.                                      | Wolf and Sheep                                       |      |      |      |      |
| 11/07              | "열등감 (The End of my Inferiority Complex)"              | H.O.T.                                      | Wolf and Sheep                                       |      |      |      |      |
| 01/11              | "I'm Your Girl"                                           | S.E.S.                                      | I'm Your Girl                                        |      |      |      |      |
| 01/11              | "완전한 이유"                                             | S.E.S.                                      | S.E.S.                                               |      |      |      |      |
| 01/11              | "그대의 향기"                                             | S.E.S.                                      | S.E.S.                                               |      |      |      |      |
| 1998               |                                                           |                                             |                                                      |      |      |      |      |
| 05/05              | "해결사 (The Solver)"                                     | Shinhwa                                     | Resolver solvee                                      |      |      |      |      |
| 05/05              | "으쌰! 으쌰! (Eusha! Eusha!)"                             | Shinhwa                                     | Resolver solvee                                      |      |      |      |      |
| 05/05              | "천일유혼 (Sharing Forever)"                              | Shinhwa                                     | Resolver solvee                                      |      |      |      |      |
| 09/09              | "열맞춰! (Line up!)"                                      | H.O.T.                                      | Resurrection                                         |      |      |      |      |
| 09/09              | "우리들의 맹세 (The Promise of H.O.T)"                    | H.O.T.                                      | Resurrection                                         |      |      |      |      |
| 27/11              | "Shy Boy"                                                 | S.E.S.                                      | Sea & Eugene & Shoo                                  |      |      |      |      |
| 27/11              | "Dreams Come True"                                        | S.E.S.                                      | Sea & Eugene & Shoo                                  |      |      |      |      |
| 1999               |                                                           |                                             |                                                      |      |      |      |      |
| 04/04              | "T.O.P. (Twinkling of Paradise)"                          | Shinhwa                                     | T.O.P                                                |      |      |      |      |
| 04/04              | "악동보고서 (Yo!)"                                        | Shinhwa                                     | T.O.P                                                |      |      |      |      |
| 15/09              | "Iyah!"                                                   | H.O.T.                                      | Iyah!                                                |      |      |      |      |
| 15/09              | "The Way That You Like Me"                                | H.O.T.                                      | Iyah!                                                |      |      |      |      |
| 27/11              | "Twilight Zone"                                           | S.E.S.                                      | Love                                                 |      |      |      |      |
| 27/11              | "Love"                                                    | S.E.S.                                      | Love                                                 |      |      |      |      |
| 2000               |                                                           |                                             |                                                      |      |      |      |      |
| 25/08              | "ID; Peace B"                                             | BoA                                         | ID; Peace B                                          |      |      |      |      |
| 30/12              | "Be Natural"                                              | S.E.S.                                      | A Letter from Greenland                              |      |      |      |      |
| 30/12              | "I Will..."                                               | S.E.S.                                      | A Letter from Greenland                              |      |      |      |      |
| 2001               |                                                           |                                             |                                                      |      |      |      |      |
| 28/06              | "Hey, Come On!"                                           | Shinhwa                                     | Hey, Come On!                                        |      |      |      |      |
| 28/06              | "Wild Eyes"                                               | Shinhwa                                     | Hey, Come On!                                        |      |      |      |      |
| 04/12              | "Angel Eyes"                                              | SM Town                                     | Christmas Winter Vacation in SMTown.com – Angel Eyes |      |      |      |      |
| 2002               |                                                           |                                             |                                                      |      |      |      |      |
| 29/03              | "Perfect Man"                                             | Shinhwa                                     | Perfect Man                                          |      |      |      |      |
| 12/26              | "중독 (Deep Sorrow)"                                      | Shinhwa                                     | Wedding                                              |      |      |      |      |
| 12/26              | "Hiway (Ride With Me)"                                    | Shinhwa                                     | Wedding                                              |      |      |      |      |
| 04/06              | "Sea of Love"                                             | Fly to the Sky                              | Sea of Love                                          |      |      |      |      |
| 04/06              | "Sea of Love (Fany Ver.)"                                 | Hwanhee                                     | Sea of Love                                          |      |      |      |      |
| 2003               |                                                           |                                             |                                                      |      |      |      |      |
| 01/10              | "길들이기 (Friend VS Lover)"                              | Dana                                        | 남겨둔 이야기                                        |      |      |      |      |
| 2004               |                                                           |                                             |                                                      |      |      |      |      |
| 13/10              | "Tri-Angle"                                               | TVXQ ft. BoA & TRAX                         | Tri-Angle                                            |      |      |      |      |
| 13/10              | "Million Men"                                             | TVXQ                                        | Tri-Angle                                            |      |      |      |      |
| 2005               |                                                           |                                             |                                                      |      |      |      |      |
| 23/06              | "Girls on Top"                                            | BoA                                         | Girls on Top                                         |      |      |      |      |
| 05/09              | "Rising Sun (순수)"                                       | TVXQ                                        | Rising Sun                                           |      |      |      |      |
| 05/09              | "Dangerous Mind"                                          | TVXQ                                        | Rising Sun                                           |      |      |      |      |
| 06/11              | "Twins (Knock Out)"                                       | Super Junior                                | Twins                                                |      |      |      |      |
| 2006               |                                                           |                                             |                                                      |      |      |      |      |
| 19/05              | "Scandal"                                                 | Kangta & Vanness                            | Scandal                                              |      |      |      |      |
| 19/05              | "Good Vibration"                                          | Kangta & Vanness                            | Scandal                                              |      |      |      |      |
| 01/06              | "동방의 투혼 (Fighting Spirit of Dong Bang)"              | TVXQ                                        | Fighting Spirit of Dong Bang                         |      |      |      |      |
| 28/07              | "Beautiful Thing"                                         | TVXQ (Xiah Junsu)                           | 극장드라마 Vacation OST                              |      |      |      |      |
| 02/09              | ""O"-正.反.合. ("O"-Jung.Ban.Hap.)"                       | TVXQ                                        | "O"-Jung.Ban.Hap.                                    |      |      |      |      |
| 03/11              | "My Everything"                                           | The Grace                                   | My Everything                                        |      |      |      |      |
| 2007               |                                                           |                                             |                                                      |      |      |      |      |
| 04/05              | "女友 (그녀들의 수다) Girlfriends (Their Talking)"        | The Grace                                   | One More Time, OK?                                   |      |      |      |      |
| 04/05              | "RENEW"                                                   | The Grace                                   | One More Time, OK?                                   |      |      |      |      |
| 20/09              | "Don't Don"                                               | Super Junior                                | Don't Don                                            |      |      |      |      |
| 20/09              | "갈증 (A Man In Love)"                                    | Super Junior                                | Don't Don (Repackage)                                |      |      |      |      |
| 2008               |                                                           |                                             |                                                      |      |      |      |      |
| 01/15              | "Purple Line"                                             | TVXQ                                        | Purple Line                                          |      |      |      |      |
| 03/03              | "Star Wish (I Will)"                                      | Zhang Liyin                                 | I Will                                               |      |      |      |      |
| 03/03              | "One More Try"                                            | Zhang Liyin                                 | I Will                                               |      |      |      |      |
| 26/09              | "HEY! (Don't Bring Me Down)"                              | TVXQ                                        | MIROTIC                                              |      |      |      |      |
| 26/09              | "악녀 (Are You a Good Girl?)"                             | TVXQ                                        | MIROTIC                                              |      |      |      |      |
| 01/09              | "The Shinee World (Doo-Bop)"                              | SHINee                                      | The Shinee World                                     |      |      |      |      |
| 21/10              | "Neo Animyeon Andoeneun Geol (Romantic)"                  | SHINee                                      | The Shinee World (Repackage)                         |      |      |      |      |
| 2009               |                                                           |                                             |                                                      |      |      |      |      |
| 12/03              | "Sorry, Sorry"                                            | Super Junior                                | Sorry, Sorry                                         |      |      |      |      |
| 17/03              | "Girls on Top"                                            | BoA                                         | BoA                                                  |      |      |      |      |
| 14/09              | "Super Girl"                                              | Super Junior-M                              | Super Girl                                           |      |      |      |      |
| 09/10              | "不愛．請閃開 (Goodbye. Bye Bye)"                         | Elva Hsiao                                  | Diamond Candy                                        |      |      |      |      |
| 22/10              | "Ring Ding Dong"                                          | SHINee                                      | 2009, Year of Us                                     |      |      |      |      |
| 14/10              | "Sorry, Sorry-Answer"                                     | Super Junior                                | The 2nd Asia Tour Concert: Super Show 2              |      |      |      |      |
| 2010               |                                                           |                                             |                                                      |      |      |      |      |
| 10/05              | "미인아 (BONAMANA)"                                       | Super Junior                                | Bonamana                                             |      |      |      |      |
| 19/07              | "Lucifer"                                                 | SHINee                                      | Lucifer                                              |      |      |      |      |
| 13/09              | "Breaka Shaka"                                            | Kangta                                      | The First Digital Single                             |      |      |      |      |
| 29/11              | "Hot Times"                                               | SM The Ballad                               | SM The Ballad Vol. 1                                 |      |      |      |      |
| 2011               |                                                           |                                             |                                                      |      |      |      |      |
| 11/01              | "왜 (Keep Your Head Down)"                                | TVXQ                                        | Keep Your Head Down                                  |      |      |      |      |
| 11/01              | "Maximum"                                                 | TVXQ                                        | Keep Your Head Down                                  |      |      |      |      |
| 16/03              | "이것만은 알고가 독백 (Before U Go - Monologue)"          | TVXQ                                        | Keep Your Head Down (Repackage)                      |      |      |      |      |
| 16/03              | "이것만은 알고가 (Before U Go)"                           | TVXQ                                        | Keep Your Head Down (Repackage)                      |      |      |      |      |
| 01/08              | "Mr. Simple"                                              | Super Junior                                | Mr. Simple                                           |      |      |      |      |
| 22/08              | "Superman"                                                | Super Junior                                | Mr. Simple                                           |      |      |      |      |
| 28/09              | "B.U.T."                                                  | TVXQ                                        | Tone                                                 |      |      |      |      |
| 2012               |                                                           |                                             |                                                      |      |      |      |      |
| 30/01              | "What Is Love"                                            | EXO                                         | Mama                                                 |      |      |      |      |
| 09/03              | "History"                                                 | EXO                                         | Mama                                                 |      |      |      |      |
| 08/04              | "Mama"                                                    | EXO                                         | Mama                                                 |      |      |      |      |
| 04/07              | "Sexy, Free & Single"                                     | Super Junior                                | Sexy, Free & Single                                  |      |      |      |      |
| 04/07              | "From U"                                                  | Super Junior                                | Sexy, Free & Single                                  |      |      |      |      |
| 24/09              | "Catch Me"                                                | TVXQ                                        | Catch Me                                             |      |      |      |      |
| 31/10              | "Maxstep"                                                 | Younique Unit                               | PYL Younique Volume 1                                |      |      |      |      |
| 2013               |                                                           |                                             |                                                      |      |      |      |      |
| 01/01              | "I GOT A BOY"                                             | Girls' Generation                           | I Got a Boy                                          |      |      |      |      |
| 16/01              | "Catch Me -If You Wanna-"                                 | TVXQ                                        | TIME                                                 |      |      |      |      |
| 2014               |                                                           |                                             |                                                      |      |      |      |      |
| 06/01              | "Something"                                               | TVXQ                                        | TENSE                                                |      |      |      |      |
| 27/02              | "Spellbound"                                              | TVXQ                                        | Spellbound                                           |      |      |      |      |
| 22/12              | "Tell Me What Is Love"                                    | EXO                                         | Exology Chapter 1: The Lost Planet                   |      |      |      |      |
| 2015               |                                                           |                                             |                                                      |      |      |      |      |
| 20/07              | "너는 내꺼 (Top of The World)"                            | TVXQ                                        | Rise as God                                          |      |      |      |      |
| 2016               |                                                           |                                             |                                                      |      |      |      |      |
| 20/01              | "One Day One Chance"                                      | Max Changmin, Luna, Suho, Key, Xiumin, 조은 | School OZ - Hologram Musical O.S.T                   |      |      |      |      |
| 18/02              | "Tell Me (What Is Love)"                                  | Yoo, Young Jin x D.O.                       | Tell Me (What Is Love)                               |      |      |      |      |

### Letras
| Data de lançamento | Título da música                                          | Artista             | Álbum                                                |
| 1996               | 1996                                                      | 1996                | 1996                                                 |
| ------------------ | --------------------------------------------------------- | ------------------- | ---------------------------------------------------- |
| 07/09              | "전사의 후예(폭력시대) (Warrior's Descendant)"            | H.O.T.              | We Hate All Kinds of Violence                        |
| 07/09              | "너는 Fast 나는 Slow (You're Fast I'm Slow)"              | H.O.T.              | We Hate All Kinds of Violence                        |
| 07/09              | "내가 필요할 때 (소년, 소녀 가장에게) (When You Need Me)" | H.O.T.              | We Hate All Kinds of Violence                        |
| 1997               |                                                           |                     |                                                      |
| 11/07              | "Go! H.O.T!"                                              | H.O.T.              | Wolf and Sheep                                       |
| 11/07              | "늑대와 양 (Wolf and Sheep)"                              | H.O.T.              | Wolf and Sheep                                       |
| 11/07              | "자유롭게 날 수 있도록 (Free to Fly)"                     | H.O.T.              | Wolf and Sheep                                       |
| 11/07              | "We Are the Future"                                       | H.O.T.              | Wolf and Sheep                                       |
| 11/07              | "열등감 (The End of my Inferiority Complex)"              | H.O.T.              | Wolf and Sheep                                       |
| 01/11              | "I'm Your Girl"                                           | S.E.S.              | I'm Your Girl                                        |
| 01/11              | "완전한 이유"                                             | S.E.S.              | S.E.S.                                               |
| 01/11              | "그대의 향기"                                             | S.E.S.              | S.E.S.                                               |
| 1998               |                                                           |                     |                                                      |
| 05/05              | "해결사 (The Solver)"                                     | Shinhwa             | Resolver                                             |
| 05/05              | "으쌰! 으쌰! (Eusha! Eusha!)"                             | Shinhwa             | Resolver                                             |
| 05/05              | "천일유혼 (Sharing Forever)"                              | Shinhwa             | Resolver                                             |
| 09/09              | "열맞춰! (Line up!)"                                      | H.O.T.              | Resurrection                                         |
| 27/11              | "Shy Boy"                                                 | S.E.S.              | Sea & Eugene & Shoo                                  |
| 27/11              | "Dreams Come True"                                        | S.E.S.              | Sea & Eugene & Shoo                                  |
| 1999               |                                                           |                     |                                                      |
| 04/04              | "악동보고서 (Yo!)"                                        | Shinhwa             | T.O.P                                                |
| 04/04              | "T.O.P. (Twinkling of Paradise)"                          | Shinhwa             | T.O.P                                                |
| 04/04              | "Iyah!"                                                   | H.O.T.              | Iyah!                                                |
| 15/04              | "The Way That You Like Me"                                | H.O.T.              | Iyah!                                                |
| 27/11              | "Twilight Zone"                                           | S.E.S.              | Love                                                 |
| 27/11              | "Love"                                                    | S.E.S.              | Love                                                 |
| 2000               |                                                           |                     |                                                      |
| 27/05              | "Only One"                                                | Shinhwa             | Only One                                             |
| 27/05              | "Jam #1"                                                  | Shinhwa             | Only One                                             |
| 27/05              | "너의 결혼식 (Wedding March)"                             | Shinhwa             | Only One                                             |
| 25/08              | "ID; Peace B"                                             | BoA                 | ID; Peace B                                          |
| 30/12              | "Be Natural"                                              | S.E.S.              | A Letter from Greenland                              |
| 30/12              | "I Will..."                                               | S.E.S.              | A Letter from Greenland                              |
| 2001               |                                                           |                     |                                                      |
| 28/06              | "Hey, Come On!"                                           | Shinhwa             | Hey, Come On!                                        |
| 28/06              | "Wild Eyes"                                               | Shinhwa             | Hey, Come On!                                        |
| 04/12              | "Angel Eyes"                                              | SM Town             | Christmas Winter Vacation in SMTown.com – Angel Eyes |
| 2002               |                                                           |                     |                                                      |
| 13/03              | "Don't Start Now"                                         | BoA                 | Listen to My Heart                                   |
| 29/03              | "Perfect Man"                                             | Shinhwa             | Perfect Man                                          |
| 26/12              | "중독 (Deep Sorrow)"                                      | Shinhwa             | Wedding                                              |
| 26/12              | "Hiway (Ride With Me)"                                    | Shinhwa             | Wedding                                              |
| 2003               |                                                           |                     |                                                      |
| 01/10              | "길들이기 (Friend VS Lover)"                              | Dana                | 남겨둔 이야기                                        |
| 2004               |                                                           |                     |                                                      |
| 13/10              | "Tri-Angle"                                               | TVXQ ft. BoA & TRAX | Tri-Angle                                            |
| 13/10              | "Million Men"                                             | TVXQ                | Tri-Angle                                            |
| 2005               |                                                           |                     |                                                      |
| 23/06              | "Girls on Top"                                            | BoA                 | Girls on Top                                         |
| 05/09              | "Tonight"                                                 | TVXQ                | Rising Sun                                           |
| 05/09              | "Rising Sun (순수)"                                       | TVXQ                | Rising Sun                                           |
| 05/09              | "Dangerous Mind"                                          | TVXQ                | Rising Sun                                           |
| 05/12              | "Twins (Knock Out)"                                       | Super Junior        | SuperJunior05 (Twins)                                |
| 2006               |                                                           |                     |                                                      |
| 19/05              | "Scandal" (Korean Version)                                | Kangta & Vanness    | Scandal                                              |
| 19/05              | "Good Vibration" (Korean Version)                         | Kangta & Vanness    | Scandal                                              |
| 01/06              | "동방의 투혼 (Fighting Spirit of Dong Bang)"              | TVXQ                | Fighting Spirit of Dong Bang                         |
| 06/07              | "U"                                                       | Super Junior        | U                                                    |
| 28/07              | "Beautiful Thing"                                         | TVXQ (Xiah Junsu)   | 극장드라마 Vacation OST                              |
| 02/09              | ""O"-正.反.合. ("O"-Jung.Ban.Hap.)"                       | TVXQ                | "O"-Jung.Ban.Hap.                                    |
| 02/09              | "Hey, Girl"                                               | TVXQ                | "O"-Jung.Ban.Hap.                                    |
| 03/11              | "My Everything"                                           | The Grace           | My Everything                                        |
| 2007               |                                                           |                     |                                                      |
| 04/05              | "女友 (그녀들의 수다) Girlfriends (Their Talking)"        | The Grace           | One More Time, OK?                                   |
| 04/05              | "RENEW"                                                   | The Grace           | One More Time, OK?                                   |
| 20/09              | "Don't Don"                                               | Super Junior        | Don't Don                                            |
| 20/09              | "갈증 (A Man In Love)"                                    | Super Junior        | Don't Don (Repackage)                                |
| 2008               |                                                           |                     |                                                      |
| 15/01              | "Purple Line"                                             | TVXQ                | Purple Line                                          |
| 03/03              | "Star Wish (I Will)"                                      | Zhang Liyin         | I Will                                               |
| 03/03              | "One More Try"                                            | Zhang Liyin         | I Will                                               |
| 26/09              | "HEY! (Don't Bring Me Down)"                              | TVXQ                | MIROTIC                                              |
| 26/09              | "악녀 (Are You a Good Girl?)"                             | TVXQ                | MIROTIC                                              |
| 01/10              | "The Shinee World (Doo-Bop)"                              | SHINee              | The Shinee World                                     |
| 21/10              | "아.미.고 (Amigo)"                                        | SHINee              | The Shinee World (Repackage)                         |
| 21/10              | "Neo Animyeon Andoeneun Geol (Romantic)"                  | SHINee              | The Shinee World (Repackage)                         |
| 2009               |                                                           |                     |                                                      |
| 12/03              | "Sorry, Sorry"                                            | Super Junior        | Sorry, Sorry                                         |
| 22/06              | "Tell Me Your Wish (Genie)"                               | Girls' Generation   | Tell Me Your Wish (Genie)                            |
| 14/09              | "Super Girl" (Korean Version)                             | Super Junior-M      | Super Girl                                           |
| 22/10              | "Ring Ding Dong"                                          | SHINee              | 2009, Year of Us                                     |
| 14/12              | "Sorry, Sorry-Answer"                                     | Super Junior        | The 2nd Asia Tour Concert: Super Show 2              |
| 2010               |                                                           |                     |                                                      |
| 03/05              | "NU 예삐오 (Nu ABO)"                                      | f(x)                | Nu ABO                                               |
| 10/05              | "미인아 (BONAMANA)"                                       | Super Junior        | Bonamana                                             |
| 19/07              | "Lucifer"                                                 | SHINee              | Lucifer                                              |
| 29/11              | "Hot Times"                                               | SM The Ballad       | SM The Ballad Vol. 1                                 |
| 2011               |                                                           |                     |                                                      |
| 11/01              | "왜 (Keep Your Head Down)"                                | TVXQ                | Keep Your Head Down                                  |
| 11/01              | "Maximum"                                                 | TVXQ                | Keep Your Head Down                                  |
| 16/03              | "이것만은 알고가 독백 (Before U Go - Monologue)"          | TVXQ                | Keep Your Head Down (Repackage)                      |
| 16/03              | "이것만은 알고가 (Before U Go)"                           | TVXQ                | Keep Your Head Down (Repackage)                      |
| 01/08              | "Mr. Simple"                                              | Super Junior        | Mr. Simple                                           |
| 01/08              | "Superman"                                                | Super Junior        | Mr. Simple                                           |
| 19/10              | The Boys (Korean Version)                                 | Girls' Generation   | The Boys                                             |
| 2012               |                                                           |                     |                                                      |
| 24/09              | "Catch Me"                                                | TVXQ                | Catch Me                                             |
| 31/10              | "Maxstep"                                                 | Younique Unit       | PYL Younique Volume 1                                |
| 2013               |                                                           |                     |                                                      |
| 01/01              | "I GOT A BOY"                                             | Girls' Generation   | I Got a Boy                                          |
| 2014               |                                                           |                     |                                                      |
| 04/08              | "행복(Happiness)"                                         | Red Velvet          | 행복(Happiness) Digital Single                       |

### Arranjos
| Data de lançamento | Título da música                                             | Artista               | Álbum                           |      |      |      |      |
| 2000               | 2000                                                         | 2000                  | 2000                            | 2000 | 2000 | 2000 | 2000 |
| ------------------ | ------------------------------------------------------------ | --------------------- | ------------------------------- | ---- | ---- | ---- | ---- |
| 27/05              | "너의 결혼식 (Wedding March)"                                | Shinhwa               | Only One                        |      |      |      |      |
| 25/08              | "ID; Peace B"                                                | BoA                   | ID; Peace B                     |      |      |      |      |
| 2001               |                                                              |                       |                                 |      |      |      |      |
| 28/06              | "Hey, Come On!"                                              | Shinhwa               | Hey, Come On!                   |      |      |      |      |
| 2002               |                                                              |                       |                                 |      |      |      |      |
| 13/03              | "Don't Start Now"                                            | BoA                   | Listen to My Heart              |      |      |      |      |
| 2005               |                                                              |                       |                                 |      |      |      |      |
| 23/06              | "Girls on Top"                                               | BoA                   | Girls on Top                    |      |      |      |      |
| 05/12              | "Twins (Knock Out)"                                          | Super Junior          | SuperJunior05 (Twins)           |      |      |      |      |
| 2006               |                                                              |                       |                                 |      |      |      |      |
| 06/07              | "U"                                                          | Super Junior          | U                               |      |      |      |      |
| 02/09              | ""O"-正.反.合. ("O"-Jung.Ban.Hap.)"                          | TVXQ                  | "O"-Jung.Ban.Hap.               |      |      |      |      |
| 2008               |                                                              |                       |                                 |      |      |      |      |
| 08/04              | "U"                                                          | Super Junior-M        | Me                              |      |      |      |      |
| 23/05              | "누난 너무 예뻐 (Replay) (Noona, You're So Pretty (Replay))" | SHINee                | Replay (EP)                     |      |      |      |      |
| 29/11              | "Hot Times"                                                  | SM The Ballad         | SM The Ballad Vol. 1            |      |      |      |      |
| 2011               |                                                              |                       |                                 |      |      |      |      |
| 11/01              | "왜 (Keep Your Head Down)"                                   | TVXQ                  | Keep Your Head Down             |      |      |      |      |
| 11/01              | "Maximum"                                                    | TVXQ                  | Keep Your Head Down             |      |      |      |      |
| 16/03              | "이것만은 알고가 독백 (Before U Go - Monologue)"             | TVXQ                  | Keep Your Head Down (Repackage) |      |      |      |      |
| 16/03              | "이것만은 알고가 (Before U Go)"                              | TVXQ                  | Keep Your Head Down (Repackage) |      |      |      |      |
| 01/08              | "Mr. Simple"                                                 | Super Junior          | Mr. Simple                      |      |      |      |      |
| 01/08              | "Superman"                                                   | Super Junior          | Mr. Simple                      |      |      |      |      |
| 2012               |                                                              |                       |                                 |      |      |      |      |
| 01/07              | "Sexy,Free & Single"                                         | Super Junior          | Sexy, Free & Single             |      |      |      |      |
| 2014               |                                                              |                       |                                 |      |      |      |      |
| 22/12              | "Tell Me What Is Love"                                       | Yoo, Young Jin x D.O. | Tell Me (What Is Love)          |      |      |      |      |